# الإقليم الاستوائي
الإقليم الاستوائي أقصى جنوب السودان، على طول الروافد العليا للنيل الأبيض والحدود بين جنوب السودان وأوغندا وكينيا وجمهورية الكونغو الديمقراطية. جوبا، العاصمة الوطنية وأكبر مدن جنوب السودان، تقع في الإقليم. كانت في الأصل مقاطعة تابعة للسودان الأنجلو-مصري، وتضم أيضًا معظم الأجزاء الشمالية من أوغندا الحالية، بما في ذلك بحيرة ألبرت وغرب النيل. كان ذلك جهدًا مثاليًا لإنشاء دولة نموذجية في المناطق الداخلية من أفريقيا، لا تضم سوى حفنة من المغامرين والجنود في مواقع معزولة.
أسس صمويل بيكر ولاية الإقليم الاستوائي عام 1870. تولى تشارلز جورج غوردون منصب الحاكم عام 1874، ثم أمين باشا عام 1878. أنهت الثورة المهدية ولاية الإقليم الاستوائي كموقع استيطاني مصري عام 1889. من بين الحكام البريطانيين اللاحقين مارتن ويلوبي بار. من المدن المهمة في ولاية الاستوائية لادو، وغندكرو، ودوفيل، وواديلاي. أما آخر منطقتين سابقتين لولاية الإقليم الاستوائي، وهما بحيرة ألبرت وغرب النيل، فتقعان الآن في أوغندا.
في ظل الحكم الإنجليزي المصري، أصبح معظم الإقليم الاستوائي أحد الأقاليم الثمانية الأصلية للسودان. انفصل إقليم بحر الغزال عن الإقليم عام 1948. في عام 1976، انقسم الإقليم إلى إقليمي شرق وغرب الاستوائية. عانت المنطقة من العنف خلال الحربين الأهليتين السودانيتين الأولى والثانية، بالإضافة إلى حركات التمرد المناهضة لأوغندا المتمركزة في السودان، مثل جيش الرب للمقاومة وجبهة ضفة غرب النيل.

## الثقافة
بسبب سنوات الحرب الأهلية الطويلة، تأثرت الثقافة الاستوائية تأثرًا كبيرًا بالدول المجاورة لخط الاستواء والتي تستضيف الاستوائيين. فر العديد من الاستوائيين إلى إثيوبيا، وكينيا، وأوغندا، وجمهورية الكونغو الديمقراطية، وجمهورية أفريقيا الوسطى، والسودان، والولايات المتحدة، وكندا، والمملكة المتحدة، وأستراليا، وأوروبا، حيث تفاعلوا مع مواطنيها وتعلموا لغاتهم وثقافاتهم. أما معظم من بقوا في البلاد، أو هاجروا شمالًا إلى السودان ومصر، فقد استوعبوا الثقافة العربية بشكل كبير.
حافظ معظم سكان الإقليم الاستوائي على جوهر ثقافتهم حتى أثناء وجودهم في المنفى والشتات. تحظى الثقافة تقليديًا بتقدير كبير، ويُولى اهتمام كبير لمعرفة أصولهم ولهجاتهم. على الرغم أن اللغات الشائعة في الإقليم الاستوائي هي العربية الجوبية/العربية الجوبية والإنجليزية، لكن حاليًا يجري تعريف السكان باللغتين اللينغالا والسواحيلية لتحسين علاقات البلاد مع جيرانها في شرق أفريقيا. يستخدم العديد من الموسيقيين من الإقليم الاستوائي الإنجليزية واللينغالا والسواحيلية وعربي الجوبية (الكريول العربي)، أو لغتهم أو لهجتهم، أو مزيجًا منها. يغني الفنانون المشهورون موسيقى الأفرو-بيت، والآر أند بي، والزوك. يشتهر ديناميك بموسيقى الريغي.

## نبذة تاريخية

### التاريخ الأولي
في القرن التاسع عشر، سيطرت مصر على السودان، وأنشأت إقليم الاستوائية لتعزيز سيطرتها على النيل. اختارت السلطات المصرية المستكشف البريطاني السير صمويل بيكر لتأسيس الإقليم الاستوائي نيابةً عنها، وهو ما فعله عام 1870. كُلِّف بيكر بإنشاء مراكز تجارية على طول النيل الأبيض وغندكرو (غوندو كورو، وتعني صعب الحفر بلغة باري)، وهو مركز تجاري يقع على الضفة الشرقية للنيل الأبيض في جنوب السودان. كانت غندكرو مركزًا مهمًا لوقوعها على بُعد بضعة كيلومترات من نقطة انقطاع الملاحة في النيل من الخرطوم. تقع حاليًا بالقرب من مدينة جوبا في إقليم الاستوائية.
باءت محاولة بيكر لإنشاء مراكز تجارية إضافية والسيطرة على الإقليم الاستوائي بالفشل، لأن القرى المحيطة بغندكرو تجاهلها الغزاة العرب باستمرار، والذين سعوا إلى فرض ثقافتهم وأسلوب حياتهم على الناس. احتقر الملك غبودوي، الذي حكم الجزء الغربي من الاستوائية آنذاك ملكًا لمملكة أزاندي، الثقافة العربية وأسلوب حياتهم، وشجع القبائل على مقاومة الغزاة وحماية ثقافتهم الأفريقية وأسلوب حياتهم. قوبل الغزاة بمقاومة شديدة من قبائل استوائية مثل أزاندي، وباري، ولوكويا، وأوتوهو، وباري.
في نهاية ولاية بيكر، عُيّن الجنرال البريطاني تشارلز جورج غوردون حاكمًا للسودان. تولى غوردون الحكم عام 1874 وأدار المنطقة حتى عام 1876. حقق نجاحًا أكبر في إنشاء مراكز تجارية إضافية في المنطقة. في عام 1876، تعارضت آراء غوردون مع آراء الحاكم المصري للخرطوم، مما اضطره للعودة إلى لندن.
في عام 1878، خلف غوردون كبير الأطباء في ولاية الإقليم الاستوائي، محمد أمين، المعروف شعبيًا باسم أمين باشا. اتخذ أمين مقرًا له في لادو (جنوب السودان حاليًا). كان لأمين باشا نفوذ محدود على المنطقة لعدم اهتمام حاكم الخرطوم بمقترحاته التنموية لمنطقة الاستوائية.
في عام 1881، أعلن محمد أحمد عبد الله، وهو زعيم ديني مسلم، نفسه المهدي المنتظر، وبدأ جهادًا مقدسًا لتوحيد قبائل غرب ووسط السودان، بما في ذلك الإقليم الاستوائي. بحلول عام 1883، كان المهديون قد قطعوا الاتصالات الخارجية. ومع ذلك، تمكن أمين باشا من طلب المساعدة من بريطانيا عبر بوغندا. أرسل البريطانيون المستكشف هنري مورتون ستانلي، الذي قاد حملة إغاثة، سُميت «التقدم»، في فبراير 1887 لإنقاذ أمين. أبحرت «التقدم» عبر نهر الكونغو، ثم عبرت غابة إيتوري، أحد أصعب طرق الغابات في أفريقيا، مما أسفر عن فقدان ثلثي أفراد الحملة. وفي حين نجح التقدم في الوصول إلى أمين باشا بحلول فبراير من العام التالي، كان المهديون قد اجتاحوا بالفعل الجزء الأكبر من الإقليم، وكان أمين قد عُزل من منصبه كحاكم على يد ضباطه في أغسطس 1887. وصل التقدم إلى الساحل، ومعه أمين، بحلول نهاية العام، وبحلول هذه النقطة كان المهديون قد سيطروا بقوة على الإقليم الاستوائي.
في عام 1898، أُطيح بالدولة المهدية على يد القوات البريطانية المصرية بقيادة المشير البريطاني اللورد كتشنر. أُعلن السودان دولة ذات سيادة مشتركة تحت الإدارة البريطانية المصرية، بينما أُديرت الإقليم الاستوائي من قبل البريطانيين.

### السياسة البريطانية
لم يحظَ الإقليم الاستوائي باهتمام كبير من البريطانيين قبل الحرب العالمية الأولى. كان الإقليم منعزلًا عن التأثيرات الخارجية، وتطور على نهج السكان الأصليين. نتيجةً لذلك، ظلّ الإقليم معزولًا ومتخلفًا. قدّم المبشرون المسيحيون خدمات اجتماعية محدودة للمنطقة، حيث فتحوا مدارس وعيادات طبية. اقتصر التعليم الذي قدّمه المبشرون بشكل رئيسي على تعلم اللغة الإنجليزية والحساب.

### استقلال السودان
في فبراير 1953، توصلت المملكة المتحدة ومصر إلى اتفاق ينص على الحكم الذاتي للسودان وتقرير مصيره. في الأول من يناير 1956، نال السودان استقلاله عن الحكومتين البريطانية والمصرية. كانت الدولة الجديدة تحت سيطرة حكومة الخرطوم بقيادة عربية. كانت حكومة الخرطوم قد وعدت الجنوبيين بالمشاركة الكاملة في النظام السياسي، لكنها تراجعت عن وعودها بعد الاستقلال. حُرم الجنوبيون من المشاركة في انتخابات حرة، وهُمّشوا من السلطة السياسية. أثارت إجراءات الحكومة استياءً في الجنوب، مما أدى إلى تمرد مجموعة من سكان خط الاستواء، مما أشعل فتيل الحرب الأهلية التي استمرت 21 عامًا (1955-1972 و1983-2004).

### فيلق الاستوائية
لعب سكان المناطق الاستوائية دورًا محوريًا في النضال من أجل الحكم الذاتي في جنوب السودان. تعود جذور الحرب الأهلية السودانية إلى عام 1955، أي قبل عام من الاستقلال، عندما اتضح أن العرب سيسيطرون على الحكومة الوطنية في الخرطوم. أُطلق اسم «المناطق الاستوائية» على الوحدة الواقعة في أقصى الجنوب من قوة الدفاع البريطانية السودانية، والتي شُكِّلت خلال الإدارة البريطانية المصرية. كان هذا هو «المناطق الاستوائية» أو «الفيلق الجنوبي».

## الولايات
يتكون الأقليم من ثلاث ولايات هي :
1. غرب الاستوائية (ولاية)
2. وسط الاستوائية (ولاية)
3. شرق الاستوائية (ولاية)

### السكان والمساحة
| العلم | الولاية           | العاصمة | السكان (2010) | المساحة (كم²) | الكثافة (/كم²) |
| ----- | ----------------- | ------- | ------------- | ------------- | -------------- |
|       | وسط الاستوائية    | جوبا    | 1,193,130     | 43,033.00     | 27.73          |
|       | شرق الاستوائية    | توريت   | 962,719       | 73,472.01     | 13.10          |
|       | الإقليم الاستوائي |         | 2155849       | 116505.01     | 18.5           |

## أعلام
- جوزيف لاقو

## وصلات خارجية
- Equatorians Abroad
- Video of Equatorians Abroad